# Muniruddin Ahmed
Muniruddin Ahmed (Urdu منیرالدین احمد; * 22. November 1934 in Rawalpindi; † 21. April 2019) war ein pakistanischer Islamwissenschaftler und Schriftsteller. Seine Spezialisierung war die Geschichte und Politik der muslimischen Welt mit Schwerpunkt indischer Subkontinent.

## Leben
Er studierte Islam- und Politikwissenschaft an der University of the Punjab, der Jamia Ahmadiyya (Rabwah) und der Universität Hamburg. Im Jahre 1960 kam er als Missionar der Ahmadiyya Muslim Jamaat nach Hamburg. Nach einer Auseinandersetzung mit dem leitenden Missionar wurde er aus der Glaubensgemeinschaft ausgeschlossen und arbeitete fortan von 1967 bis 1999 als wissenschaftlicher Mitarbeiter am Deutschen Orient-Institut in Hamburg und lehrte an der Universität Hamburg. Dort promovierte er 1967 an der Universität Hamburg über das Ta'rich Baghdad, das Hauptwerk des Al-Chatib al-Baghdadi.
Muniruddin Ahmed gilt als einer der Pioniere der Urdu-Literatur im Ausland. Er veröffentlichte fünf Erzählungsbände auf Urdu. Daneben übersetzte er aus der deutschen Literatur, wovon bisher sieben Bände erschienen sind, darunter eine Anthologie deutscher Erzählungen sowie Gedichtbände. Seine Autobiographie Dahlte Saayee wurde in der Literatur-Zeitschrift Savera, Lahore, veröffentlicht und erschien im Oktober 2006 als Buch. Seine Korrespondenz mit dem Urdu-Schriftsteller Sayyid Ahmad Sa'id Hamdani erschien 1999.
Er schrieb auf Urdu, Deutsch und Englisch. Seine wissenschaftlichen und publizistischen Beiträge in europäischen Sprachen erschienen unter dem Namen Munir D. Ahmed.
Ahmed starb am 21. April 2019.

## Werke

### Schriften
- Ahmadiyya – Geschichte und Lehre. In: Der Islam. Band III: Islamische Kultur – Zeitgenössische Strömungen – Volksfrömmigkeit (= Die Religionen der Menschheit. Band 25,3). Kohlhammer, Stuttgart, S. 415–422.
- Koran in der Ahmadiyya-Theologie. XIX. Deutscher Orientalistentag vom 28. September bis 4. Oktober 1975 in Freiburg im Breisgau.
- Die Soziologie der Ahmadiyya. XX. Deutscher Orientalistentag vom 3. bis 8. Oktober 1977 in Erlangen
- Die Christologie der Ahmadiyya. XXII. Deutscher Orientalistentag vom 21. bis 25. März 1983 in Tübingen
- Das Fiqh der Ahmadiyya. XXIII. Deutscher Orientalistentag vom 16. bis 20. September 1985 in Würzburg.
- Ausschluss der Ahmadiyya aus dem Islam: Eine umstrittene Entscheidung des pakistanischen Parlaments. In: ORIENT. Opladen. 16 (1975) 1, S. 112–143.

### Urdu-Kurzgeschichten
- Zard sitaara (زرد ستارہ) – Lahore 1988. Hamburg 1991.
- Shajar-i mamnu'a (شجر ممنوعہ۔ افسانے ۔ نظمانے ۔ نثرانے) – Lahore 1991.
- Bint haraam - بنت حرام - Delhi 1999.
- Bichri hui koonj - بچھڑی ھوءی کونج - Delhi 2001 – Lahore 2002.
- La faani ishq - لافانی عشق - Hamburg 2005.

### Übersetzungen aus der pakistanischen Literatur
- Munir D. Ahmed unter Mitwirkung von Annemarie Schimmel (Hrsg.): Pakistanische Literatur. Übersetzungen aus den Sprachen Pakistans. Dt.-Pakistan. Forum, Mayen 1986, DNB 871159244.

### Übersetzungen aus der deutschen Literatur
- Ma'asar Jarman Adab. Numa'inda adab aproon ka majmu'a. - معاصر جرمن ادب ۔ نماءندہ ادب پاروں کا مجموعہ - Hamburg 1986. 2nd edition. Lahore 1994.
- Jiwan saayee. jarman sha'ir Erich Fried ki aik sau nazmaiN. یون ساءے۔ جرمن شاعر ایریش فرید کی ایک سو نظمیں ۔ - Lahore 1993. 2nd edition. Lahore 2001.
- MaiN usee dhundta phira. das jarman sha'irooN ki aik sau nazmaiN. میں اسے ڈھونڈتا پھرا ؕ دس جرمن شاعروں کی ایک سو نظمیں۔ - Delhi 1999.
- Doodi darwaaze. jarman sha'ir Wolfgang Bächler ki aik sw nazmaiN. دودی دروازے۔ جرمن شاعر وولفگانگ بیشلر کی ایک سو نظمیں۔ - Delhi 1999.
- Aadami jis nee apne aap ko bhula diya. jarman kahaniyaN. ادمی جس نے اپنے اپ کو بھلا دیا۔ جرمن کھانیاں - Lahore 1995.
- Peter Bichsel. kahaaniaN – afsaane – khubaat-i bootiqa. پیٹر بخسل ۔ کھانیاں ؕ افسانے ؕ خطبات بوطیقا ۔ Lahore 1995. 2nd edition Lahore 2001.

### Korrespondenz
- Hadeeth-e yaaraaN – Maktoobat . حدیث یاراں ۔ مکتوبات ۔ منیر الدین احمد ۔ سید احمد سعید ھمدانی۔ Delhi 1999.
- Agha Babur se murasalat - اغا بابر سے مراسلت۔ ۔ - Lahore 2005.